# Petrus Lombardus
Petrus Lombardus (n. anii 1100, Novara, Italia – d. 1160, Paris, Regatul Franței) a fost un teolog scolastic, rectorul școlii catedralei Notre Dame, iar apoi episcop al Diecezei de Paris. Este numit „magister sententiarum”, după titlul principalei sale lucrări, Sententiae („Judecățile”).
Cele patru volume din Sententiae sistematizează gândirea teologică de până atunci, receptându-l în principal pe Augustin de Hipona. Petrus Lombardus a dat dovadă de gândire teologică proprie, de exemplu atunci când în volumul al III-lea din Sententiae, comentând de ce Dumnezeu a creat femeia din coasta, nu din capul sau din picioarele lui Adam, explică: „Femeia nu a fost creată nici drept stăpână, nici drept servitoare a bărbatului, ci drept consoartă” (III Sent. 18,3).   